# Salonsaari (ö i Norra Savolax, Kuopio, lat 62,78, long 27,35)
Salonsaari är en ö i Finland. Den ligger i sjön Iso-Lauas och i kommunen Kuopio i den ekonomiska regionen  Kuopio ekonomiska region  och landskapet Norra Savolax, i den centrala delen av landet, 300 km norr om huvudstaden Helsingfors. Öns area är 23,5 hektar och dess största längd är 1,6 kilometer i sydöst-nordvästlig riktning.